# Straat Ombai
Straat Ombai (Indonesisch: Selat Ombai) Is een zeestraat die de Alorarchipel scheidt van de eilanden Wetar, Atauro en Timor. De Alorarchipel en West-Timor zijn onderdeel van de Indonesische provincie Oost-Nusa Tenggara, Wetar hoort bij de provincie Molukken. Atauro (of Pulau Kambing) en het oostelijke deel van Timor maken deel uit van het land Oost-Timor.
Het water verbindt de Bandazee in het noorden met de Sawuzee in het zuidwesten.